# Trioxys hokkaidensis
Trioxys hokkaidensis är en stekelart som beskrevs av Hajimu Takada 1968. Trioxys hokkaidensis ingår i släktet Trioxys och familjen bracksteklar. Inga underarter finns listade i Catalogue of Life.